# Little Colorado

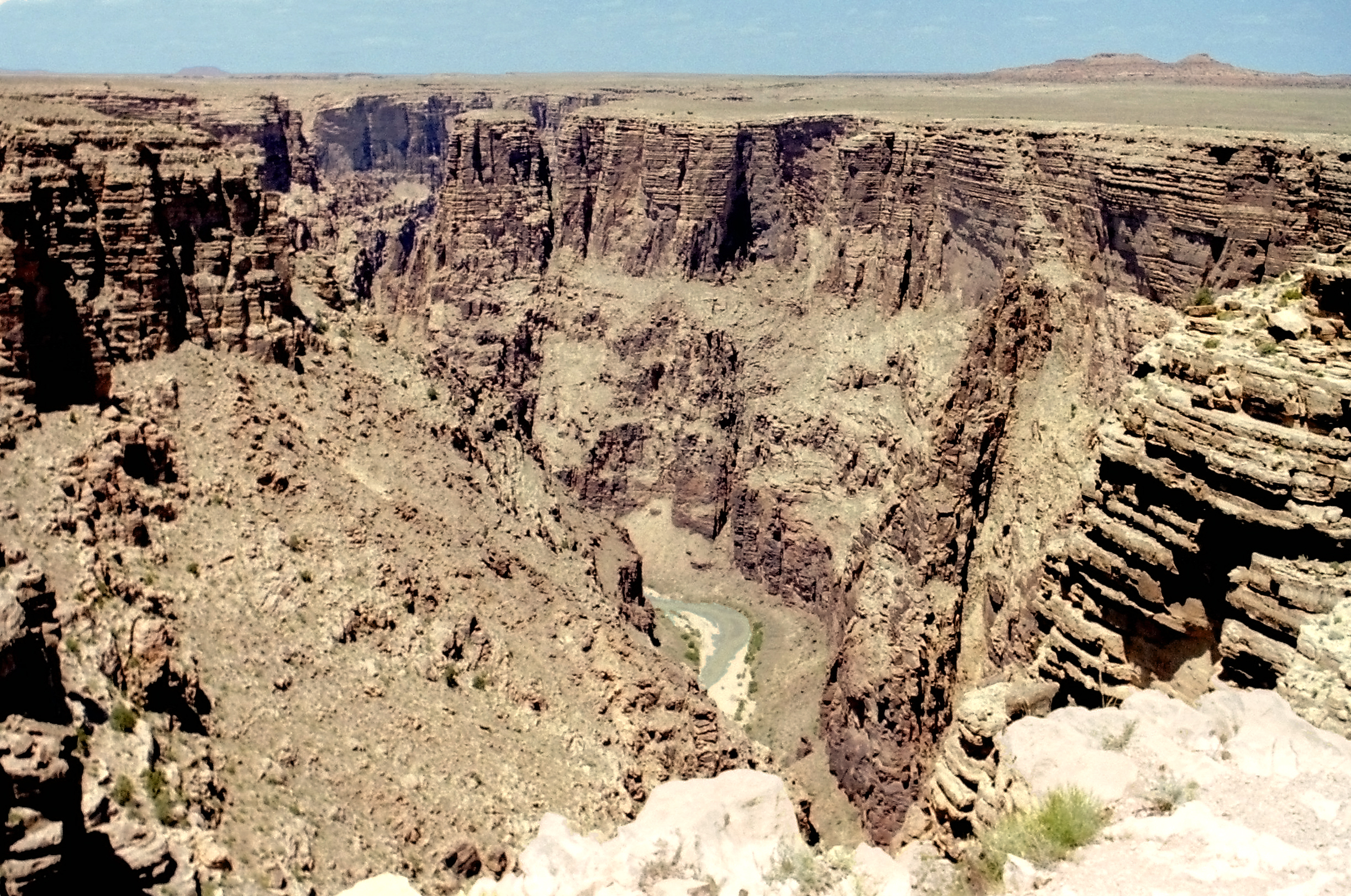
De Little Colorado Canyon, dicht bij de monding in het Grand Canyon National Park

De Little Colorado (River) (Spaans: Colorado Chiquito, Navajo: Tółchíʼíkooh) is een rivier in de Verenigde Staten met een lengte van 544 km.
Zij ontspringt in de White Mountains, dicht bij de 3.477 m hoge Mount Baldy en het plaatsje Green in Apache County, Arizona. Het stroomgebied van de rivier, 68.635 km² groot, omvat eveneens een gedeelte van New Mexico, en is een van de stroomgebieden direct ten westen van de Continental Divide.
Vandaar stroomt de rivier steeds in noordwestelijke richting, doorheen de Painted Desert om met een eigen diep uitgesneden kloof, de 92 m lange Little Colorado River Gorge, tot 900 m diepte onder het plateau uit te monden in de Colorado in het oostelijk deel van het Nationaal Park Grand Canyon. Het is een van de grootste aftakkende kloven in het hele gebied van de Grand Canyon.
Alleen de bron en de benedenstroom vloeien het hele jaar door. Tussen St. Johns en Cameron is er zelden water behalve na de grote dooi in het gebergte in de lente of na een stortvloed. Het debiet aan de monding is dan ook bijzonder variabel, van 4 tot 3.398 m³/s wat over een jaar heen een gemiddelde van 11 m³/s oplevert. Doorheen de jaren is er ook een bijzonder grote variatie met bv. in 1973 31,9 m³/s over het jaar heen en in 2000 0,40 m³/s.
De rivier is op twee plaatsen afgedamd, waarbij de gevormde stuwmeertjes gebruikt kunnen worden voor irrigatie.
- Library of Congress Control Number: sh85077681
- National Archives and Records Administration: 10038669
- Nationale Bibliotheek van Israël: 987007533713805171
- Virtual International Authority File: 316747051